# Regierungsbezirke in Nordrhein-Westfalen

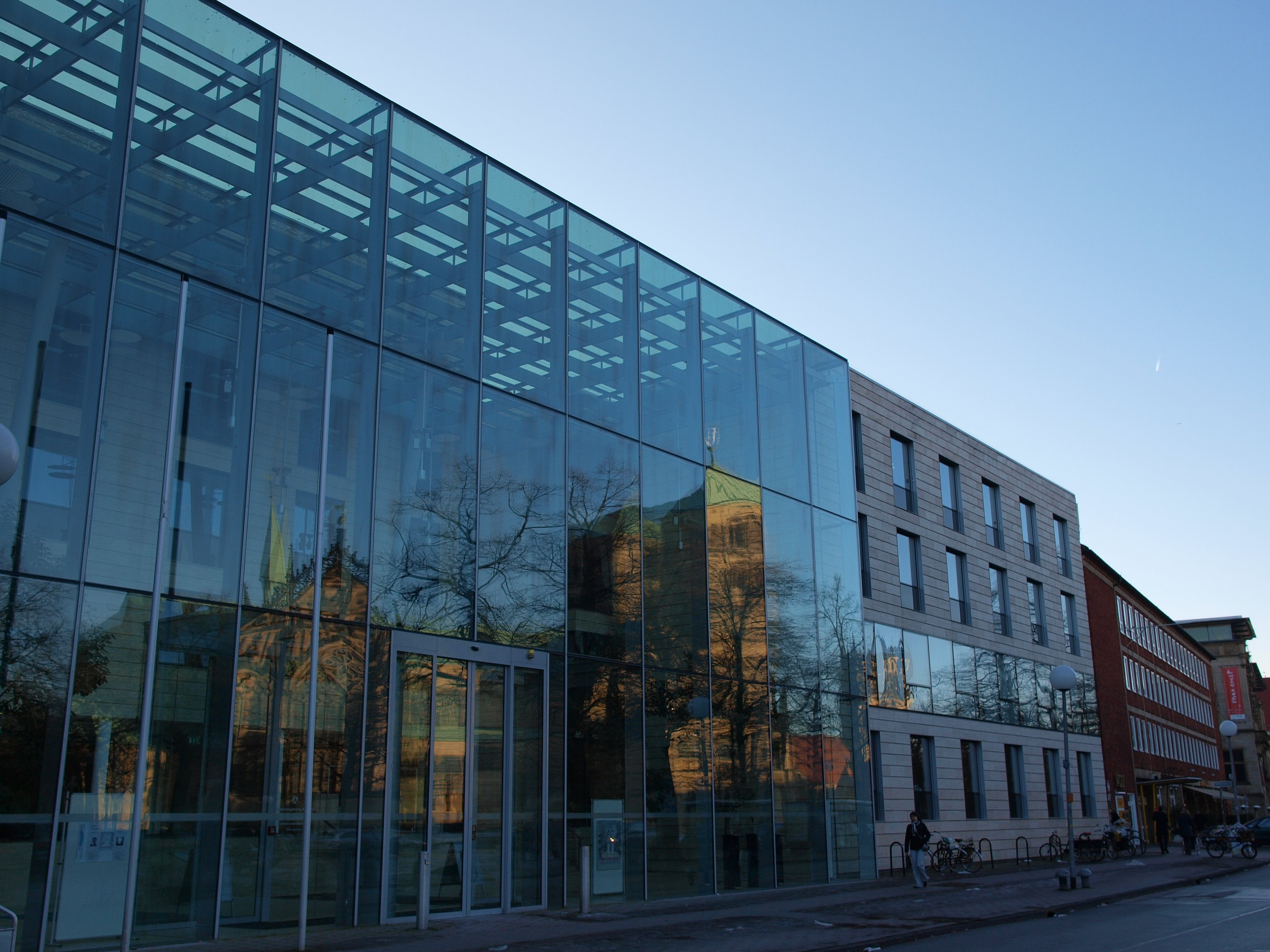
Sitz der Bezirksregierung in Münster

Die Regierungsbezirke in Nordrhein-Westfalen sind Einrichtungen der Landesverwaltung im Land Nordrhein-Westfalen. Die Bezirksregierungen sind in Nordrhein-Westfalen Landesmittelbehörden und übernehmen damit in der Verwaltungshierarchie eine mittlere Stellung zwischen der Ministerialebene und den unteren Landesbehörden sowie den Kommunen.

## Organisation
Die grundsätzliche Organisation der nordrhein-westfälischen Landesverwaltung ist im Landesorganisationsgesetz geregelt. Auf der Ebene der staatlichen Mittelinstanz ist das Land in die fünf Regierungsbezirke gegliedert, die von jeweils einer Bezirksregierung verwaltet werden. Jeder Bezirksregierung steht ein Regierungspräsident vor:
| Regierungsbezirke des Landes Nordrhein-Westfalen | Regierungsbezirke des Landes Nordrhein-Westfalen | Regierungsbezirke des Landes Nordrhein-Westfalen | Regierungsbezirke des Landes Nordrhein-Westfalen | Regierungsbezirke des Landes Nordrhein-Westfalen | Regierungsbezirke des Landes Nordrhein-Westfalen | Regierungsbezirke des Landes Nordrhein-Westfalen | Regierungsbezirke des Landes Nordrhein-Westfalen | Regierungsbezirke des Landes Nordrhein-Westfalen |
|                                                  | Nr.                                              | Regierungsbezirk                                 | Einwohner (31. Dezember 2024)                    | Fläche (km²)                                     | Bevölkerungsdichte (Einwohner/km²)               | Sitz der Bezirksregierung                        | Regierungspräsident                              | Partei                                           |
| ------------------------------------------------ | ------------------------------------------------ | ------------------------------------------------ | ------------------------------------------------ | ------------------------------------------------ | ------------------------------------------------ | ------------------------------------------------ | ------------------------------------------------ | ------------------------------------------------ |
|                                                  | 1                                                | Arnsberg                                         | 3.571.898                                        | 8003                                             | 448                                              | Arnsberg, Hochsauerlandkreis                     | Heinrich Böckelühr                               | CDU                                              |
|                                                  | 2                                                | Detmold                                          | 2.072.861                                        | 6521                                             | 315                                              | Detmold, Kreis Lippe                             | Anna Bölling                                     | CDU                                              |
|                                                  | 3                                                | Düsseldorf                                       | 5.244.379                                        | 5291                                             | 983                                              | Düsseldorf                                       | Thomas Schürmann                                 | Grüne                                            |
|                                                  | 4                                                | Köln                                             | 4.486.282                                        | 7365                                             | 605                                              | Köln                                             | Thomas Wilk                                      | SPD                                              |
|                                                  | 5                                                | Münster                                          | 2.659.034                                        | 6909                                             | 379                                              | Münster                                          | Andreas Bothe                                    | FDP                                              |

Der Regierungspräsident wird vom Ministerpräsidenten des Landes ernannt. In der Praxis werden für diese Posten oftmals Politiker der Regierungsparteien nach Parteiproporz ernannt. Er gilt als politischer Beamter und wird bei einem Regierungswechsel oftmals ausgewechselt.
In Nordrhein-Westfalen ist bei jeder Bezirksregierung ein kommunal besetzter Regionalrat angesiedelt, der für die Regionalplanung zuständig ist und der indirekt in den Kommunalwahlen bestimmt wird. Die letzte Wahl dieser Räte erfolgte in der Kommunalwahl in Nordrhein-Westfalen 2020. Er setzt sich aus stimmberechtigten und beratenden Mitgliedern zusammen. Die stimmberechtigten Mitgliedern werden „zu zwei Drittel durch die Vertretungen der kreisfreien Städte und Kreise gewählt, zu einem Drittel aus Reservelisten berufen. Maßgeblich für die Sitzverteilung sind die Gemeindewahlergebnisse in den kreisfreien Städten und in den kreisangehörigen Gemeinden.“
Die Kreise und kreisfreien Städte der Regierungsbezirke Arnsberg, Detmold und Münster bilden den Landschaftsverband Westfalen-Lippe. Die Kreise und kreisfreien Städte der Regierungsbezirke Düsseldorf und Köln bilden den Landschaftsverband Rheinland. Die Landschaftsverbände bilden jedoch keine Verwaltungsstufe oberhalb der Regierungsbezirke, sondern sie sind höhere Kommunalverbände.

## Aufgaben

Die Stellung der mittleren Landesbehörden im Staatsaufbau

Die Bezirksregierungen sind in erster Linie Landesmittelbehörden, die für die Landesregierung Aufgaben im Rahmen der Landesverwaltungen in ihren Bezirken wahrnehmen. Sie sind daher Teil der Exekutive des Landes. Im Wesentlichen sind sie gleich gegliedert und nehmen die gleichen Aufgaben wahr. Ihre Aufgaben umfassen unter anderem die Regionalplanung und -entwicklung (dazu sind beigeordnet die Regionalräte), Aufgaben im Bereich Umwelt- und Arbeitsschutz, die ehemals in den staatlichen Ämtern für Umwelt und Arbeitsschutz angesiedelt waren (vgl. zum Beispiel Staatliches Amt für Umwelt und Arbeitsschutz Ostwestfalen-Lippe), sowie Aufgaben im Bereich der Schulaufsicht. Die Bezirksregierungen sind direkt über den Kommunen bzw. den Landräten angeordnet und üben die Kommunalaufsicht über diese aus. Kommunale Organe, vor allem die Landräte, übernehmen neben ihrer Funktion als Organe der Kommunalpolitik auch teils Aufgaben einer unteren Landesbehörde, sind in dieser Hinsicht also direkt den Regierungsbezirken nachgeordnet.
Einige Bezirksregierungen haben zusätzlich besondere Aufgaben und sind entsprechend leicht anders gegliedert. Dazu zählen beispielsweise Aufgaben im Bereich Bergbau und Energie bei der Regierung in Arnsberg, der Dienst Geobasis NRW (amtliche Kartenwerke etc.) bei der Regierung in Köln oder die Kampfmittelbeseitigung, die bei den Regierungen in Arnsberg und Düsseldorf angesiedelt ist.

## Geschichte und Ausblick
Der Zuschnitt der heutigen Regierungsbezirke geht im Wesentlichen auf die Einrichtung der preußischen Regierungsbezirke in den preußischen Provinzen Westfalen und Rheinprovinz (bzw. deren unmittelbaren „Vorgängerprovinzen“) aus dem Jahr 1816 zurück. Einige der heutigen Regierungsbezirke stehen in der Tradition dieser preußischen Einrichtungen. 
Bei der Gründung des Landes Nordrhein-Westfalen gab es sechs Regierungsbezirke. Am 1. April 1947 wurden die Verwaltungen des Regierungsbezirks Minden und des ehemaligen Landes Lippe vereinigt. Der Regierungsbezirk Minden wurde um das Gebiet von Lippe mit den beiden Kreisen Detmold und Lemgo vergrößert und in Regierungsbezirk Minden-Lippe umbenannt. Der Sitz der Regionalregierung wurde von Minden nach Detmold verlegt (Teil der Beitrittszusagen von Nordrhein-Westfalen an Lippe). Am 2. Juni 1947 wurde der Name des neuen Regierungsbezirks von Minden-Lippe in Detmold geändert. In den Grenzen des neuen Regierungsbezirks entwickelte sich im Bewusstsein der Bevölkerung allmählich die Region Ostwestfalen-Lippe. Mit Wirkung vom 1. August 1972 wurde der Regierungsbezirk Aachen in den Regierungsbezirk Köln eingegliedert.
Schon seit einiger Zeit wird diskutiert, die Zahl der Regierungsbezirke von fünf auf drei zu reduzieren. Hintergrund ist auch, dass das urbane Ruhrgebiet nicht in die Zuständigkeit nur einer Bezirksregierung fällt, was für die Landesplanung ungünstig erschien. Alle Kommunen im Ruhrgebiet, die im Regionalverband Ruhr organisiert sind, sollen danach erstmals in einem eigenen Regierungsbezirk zusammengefasst werden. Die übrigen Teile des Landes sollen dann den beiden neuen Regierungsbezirken Rheinland und Westfalen (bzw. Westfalen-Lippe) zugeteilt werden. Die Landschaftsverbände sollen hierbei aufgelöst werden. Im Jahr 2005 hat die damalige CDU/FDP-Landesregierung angekündigt, diese Idee bis spätestens 2012 umzusetzen. Danach sollte es künftig drei Regionalpräsidien Rheinland, Ruhrgebiet und Westfalen geben, die die teilweise noch aus preußischer Zeit übernommenen Regierungsbezirke ersetzen sollten. Diese Planungen berühren historische und staatsrechtliche Fragen, da sowohl der betroffene Regierungsbezirk Detmold als auch der Landesverband Lippe im Rahmen des Beitrittes des ehemaligen Freistaates Lippe nach Nordrhein-Westfalen 1947 in den Lippischen Punktationen mit klaren Zusagen an Lippe geregelt wurden. Über die staatsrechtliche Bedeutung dieser Vereinbarungen gibt es strittige Auffassungen. Daneben gibt es insbesondere in Westfalen starke regionale Widerstände, welche die angesprochenen Verwaltungseinheiten als zu groß und zentralistisch kritisieren. Anfang März 2008 wurden diese Planungen zurückgestellt. 
Bereits zum 1. Januar 2007 wurden den vorhandenen Bezirksregierungen weitere Aufgaben aus Sonderbehörden zugeschlagen (unter anderem Arbeitsschutz und Umwelt).